# کروپی
شهر کروپی در استان آتیک در کشور یونان واقع شده است که دارای جمعیت ۱۷٬۸۴۶  نفر می‌باشد.